# Žabčice
Žabčice jsou obec v okrese Brno-venkov v Jihomoravském kraji. Leží v Dyjsko-svrateckém úvalu, zhruba 20 kilometrů jižně od Brna. Žije zde přibližně 1 700 obyvatel.
Na přelomu 20. a 21. století došlo k téměř úplnému propojení zástavby Žabčic a sousedních Unkovic. Také na jižní hranici katastru Žabčic vyrostly ulice Pomezní a Tichá, tvořící čtvrť, která se místně nazývá Malé Žabčice. Její zástavba je od intravilánu obce oddělena, avšak těsně sousedí se zástavbou sousední obce Přísnotice.
Jedná se o vinařskou obec ve Velkopavlovické vinařské podoblasti (viniční tratě Staré vinohrady, Horní díly, Koválov, Čtvrtky, Zahrádky).

## Historie
Nejstarší zápis o obci pochází z roku 1356, kdy jsou uvedeny pod jménem Zabczicz. Roku 1373 je evidován zápis Sabcycze. Žabčice byly od svého vzniku ve středověku malou rolnickou vesničkou. Patřily různým příslušníkům nižší šlechty. Později je získaly šlechtické rody Žerotínů, Pernštejnů, Valdštejnů, Ditrichštejnů a nakonec větev rodu Habsbursko-lotrinského. Posledním majitelem byl arcivévoda Bedřich.
Po roce 1918 byl zemědělský dvůr Žabčice zestátněn a od roku 1925 byl v rozloze 400 ha předán do správy Vysoké školy zemědělské v Brně (dnes Mendelova univerzita v Brně) jako školní zemědělský podnik.
V roce 2013 byla v centru obce postavena dřevostavba hotelu, severovýchodně od obce se nachází letní koupaliště s tobogány a dalšími atrakcemi. 
Asi 2 km od Žabčic západním směrem se u silnice na Pohořelice nacházela osada Úlehla (Oulehla), kde bydlelo přibližně 30 obyvatel. Zbořena byla mezi roky 2012 a 2015 kvůli rozšiřující se těžbě písku.

## Obyvatelstvo
| Rok            | 1869 | 1880 | 1890 | 1900 | 1910 | 1921 | 1930  | 1950  | 1961  | 1970  | 1980  | 1991  | 2001  | 2011  | 2021  |
| -------------- | ---- | ---- | ---- | ---- | ---- | ---- | ----- | ----- | ----- | ----- | ----- | ----- | ----- | ----- | ----- |
| Počet obyvatel | 692  | 661  | 744  | 792  | 788  | 855  | 1 044 | 1 138 | 1 321 | 1 344 | 1 424 | 1 408 | 1 460 | 1 591 | 1 574 |
| Počet domů     | 89   | 99   | 115  | 142  | 149  | 164  | 244   | 277   | 302   | 338   | 365   | 429   | 455   | 498   | 514   |

Vývoj počtu obyvatel

## Pamětihodnosti
- kaple svatého Vavřince
- boží muka
- sýpka
- zaniklá ves Koválov s tvrzí. Středověká tvrz se nacházela na pahrbku zvaném Kulatý kopec ležícím 1 km jihozápadně od obce. U ní byla malá vesnička stejného jména s kostelíkem (podle zprávy z roku 1307). Avšak od roku 1510 se píše jen o zaniklé vsi Koválov.

## Osobnosti
- P. Vojtěch Jakub Slouk OSB (1825–1898) – člen benediktinského konventu v Rajhradě

## Doprava
Žabčice leží na silnici II. třídy 416 ze Židlochovic do Pohořelic. Nájezd na dálnici D52 (evropskou silnici E461) Pohořelice-sever je vzdálen zhruba 7 km.
Žabčicemi vede železniční trať Břeclav–Brno, zastávka Žabčice je obsluhována linkou S3 Integrovaného dopravní systému Jihomoravského kraje.

## Galerie

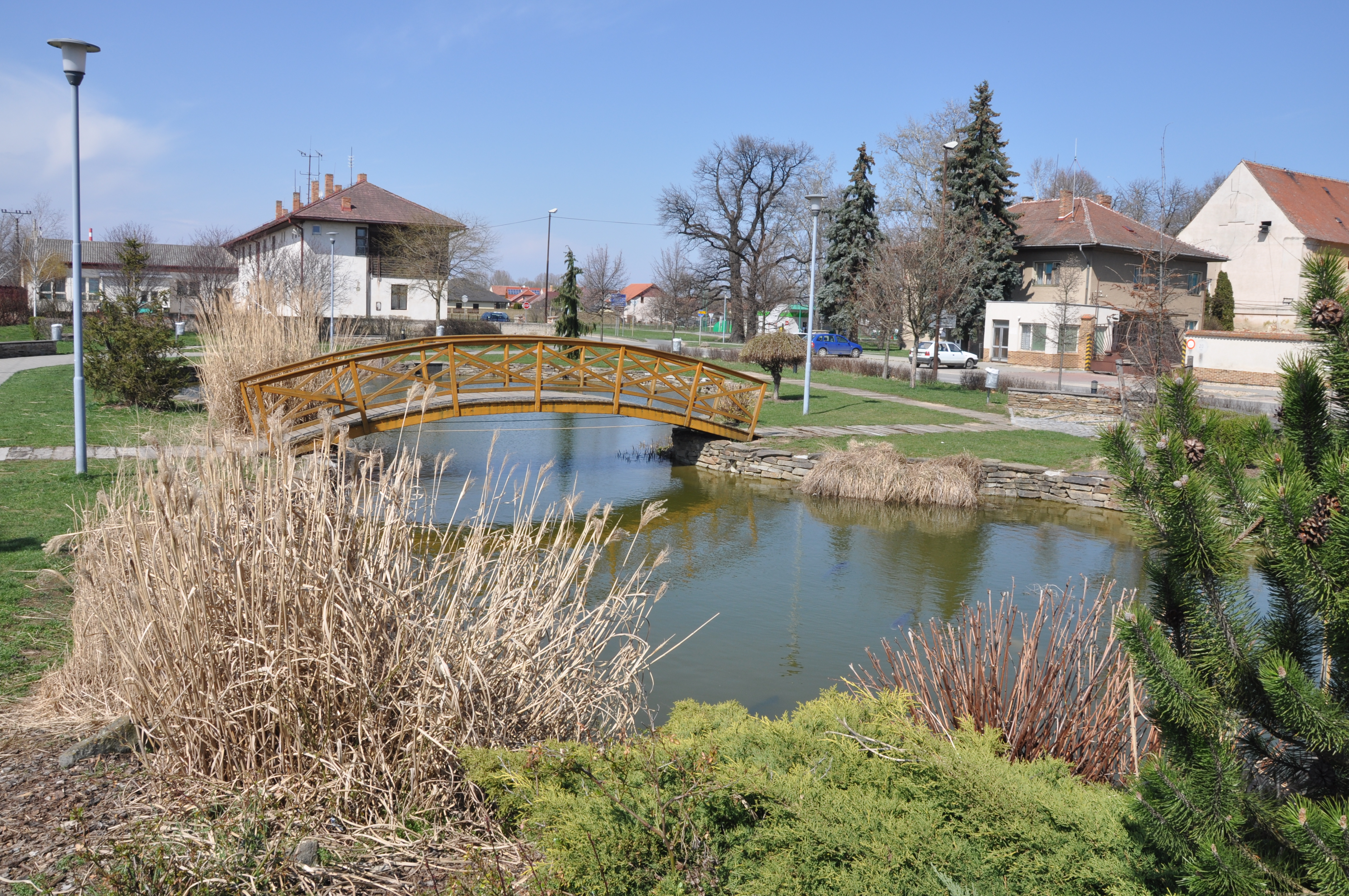
Park s japonským mostem
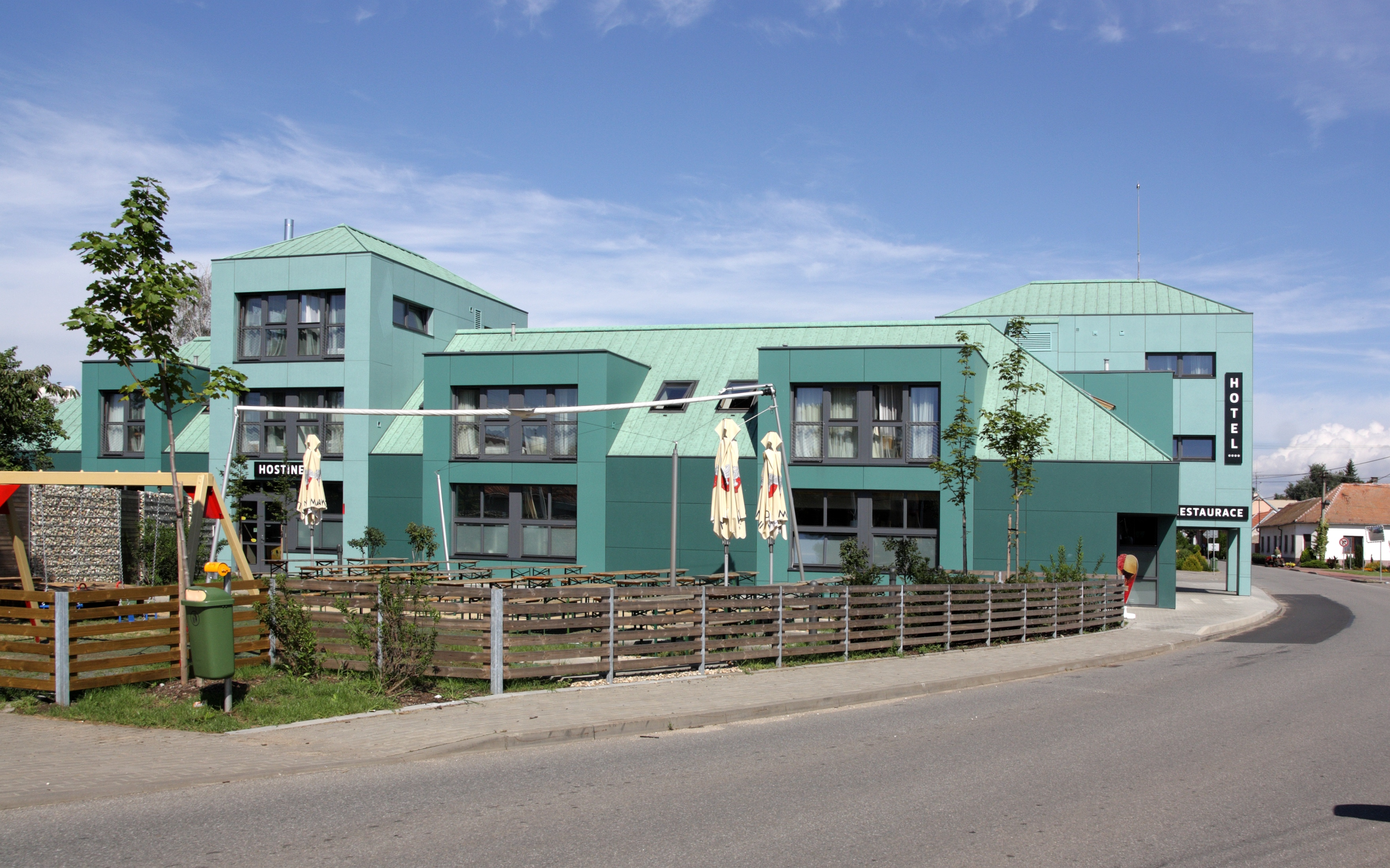
Hotel Žabčice
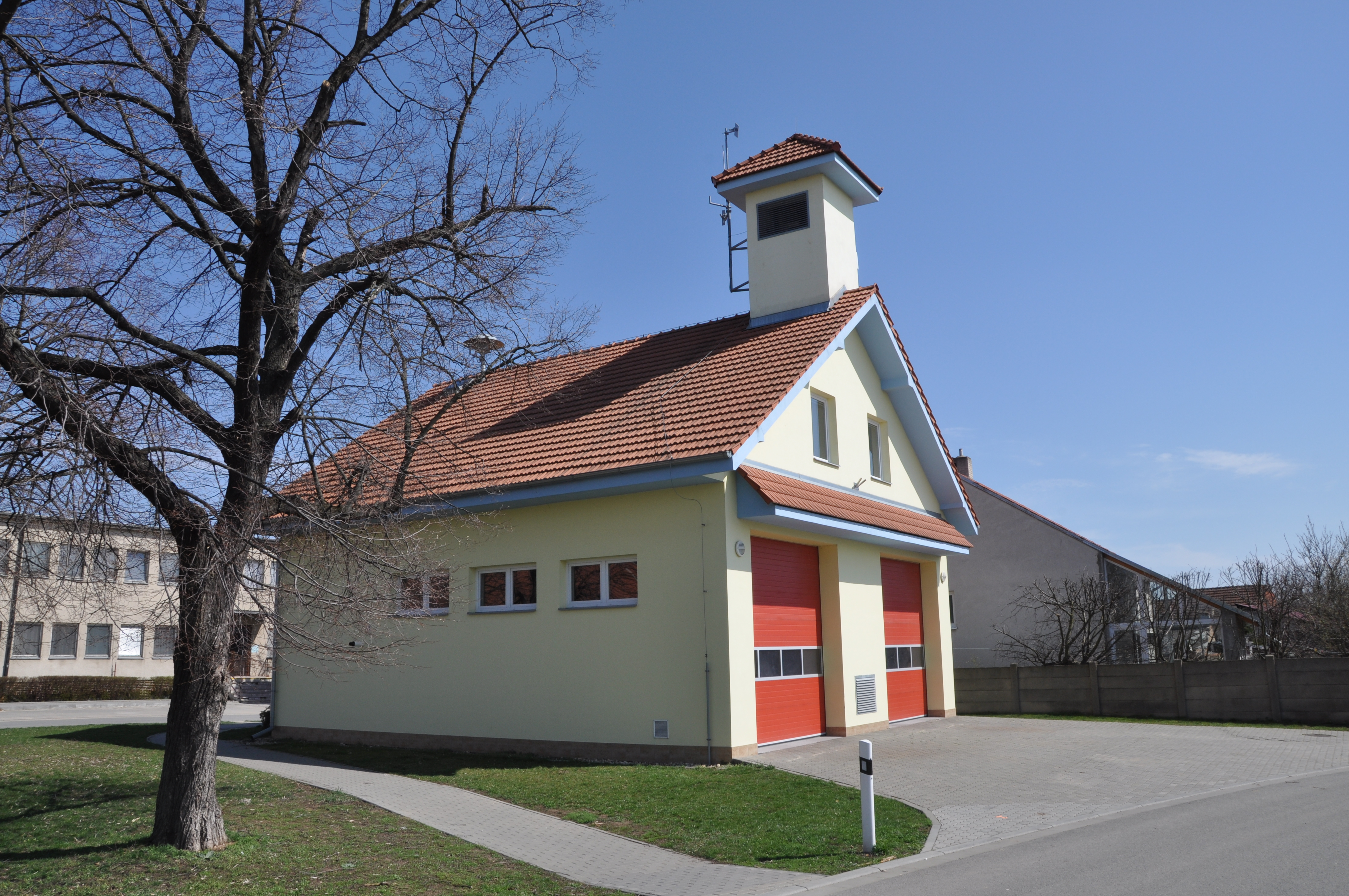
Hasičská zbrojnice
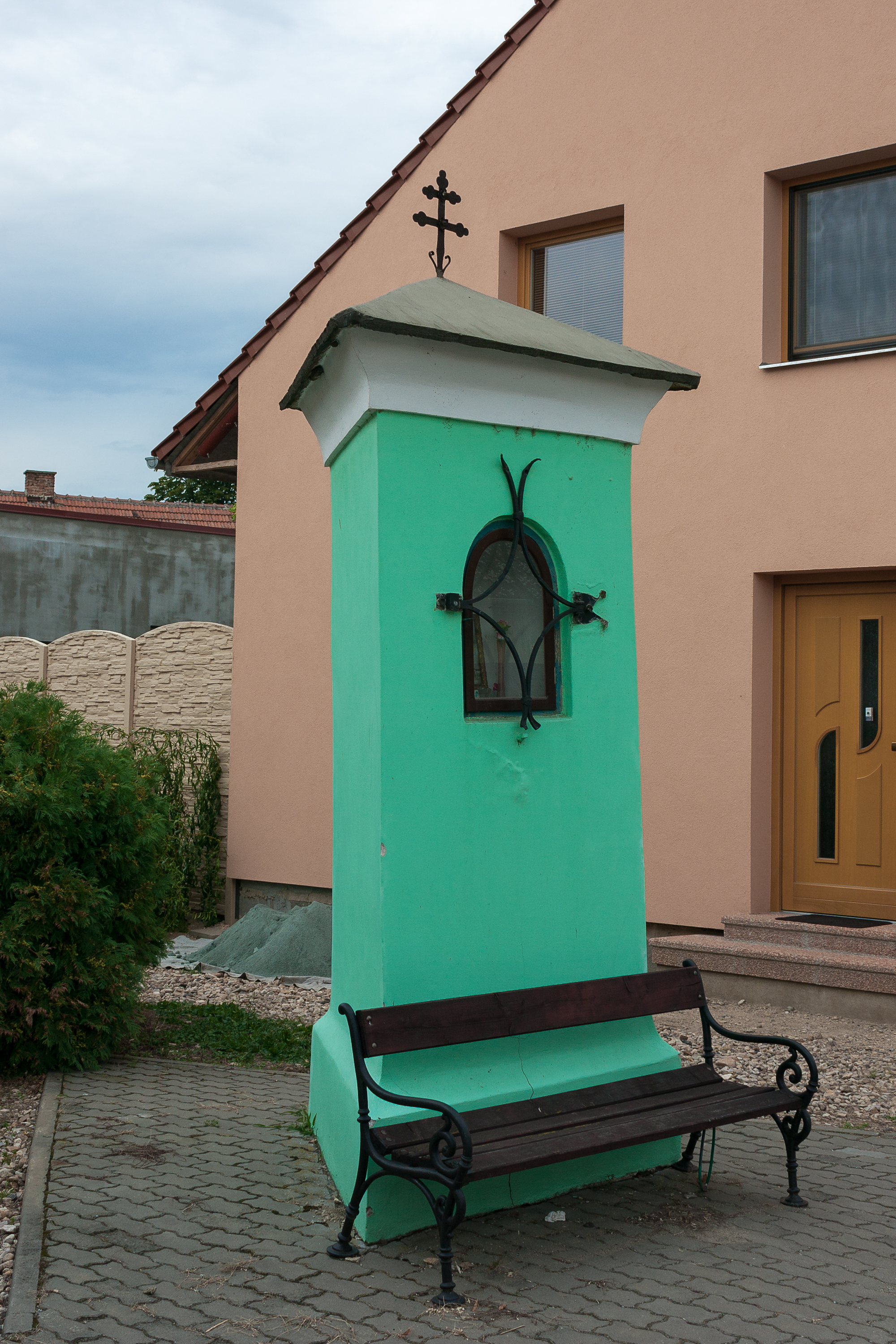
Boží muka u domu čp. 1